# 통합운송물류회사
통합운송물류회사(러시아어: Объединенная Транспортно-Логистическая Компания, ОТЛК / 영어: United Transport & Logistics Company, UTLC)는 러시아, 카자흐스탄, 벨라루스 삼국 철도공사의 합작투자로 설립된 초대형 철도 물류 기업이다. 본사는 러시아 모스크바에 위치해 있다.

## 설립 목적
- 삼국 관세동맹의 물류분야 연장선으로서 러시아, 카자흐스탄, 벨라루스 삼국 "유라시아 경제연합" 발전에 핵심적인 역할을 하기 위함
  - 철도 운송을 통한 "공동경제구역" 참가국(러시아, 카자흐스탄, 벨라루스)의 경제망 연결
  - 유망 구간 서비스 신설을 통해 지역 경제 잠재력 개발
  - "공동경제구역" 내 운송 서비스 시장에서의 철도운송 경쟁력 강화

## 연혁
- 유라시아 경제연합(러시아어: Евразийский экономический союз, ЕАЭС) 형성 과정
  - 1994년 3월 카자흐스탄 누르술탄 나자르바예프(러시아어: Нурсултан Назарбаев) 대통령에 의해 "유라시아 경제공동체 2025" 안 발의
  - 2000년 10월 러시아, 카자흐스탄, 벨라루스, 키르기스스탄, 타지키스탄 5개국 정상들의 서명으로 유라시아경제공동체(러시아어: Евразийское экономическое сообщество, ЕврАзЭС) 설립 합의(2001년 5월부터 발효)
  - 2009년 11월 러시아, 카자흐스탄, 벨라루스 관세동맹(러시아어: Таможенный союз) 조약 체결(2010년 1월부터 발효)
  - 2012년 1월 러시아, 카자흐스탄, 벨라루스 관세동맹을 기반으로 한 유라시아 공동경제구역(러시아어: Единое Экономическое пространство, ЕЭП) 설립
  - 2014년 5월 러시아, 카자흐스탄, 벨라루스 삼국에 의해 "유라시아 경제연합" 창설 조약 체결
  - 2015년 1월 "유라시아 경제연합" 출범
- 유라시아 경제연합 발전 과정 속에서 운송&물류 분야 발전 과정
  - 2012년 5월 "공동경제구역 내 운송&물류 시스템 발전을 위한 비즈니스 포럼"의 성과로 러시아, 카자흐스탄, 벨라루스 삼국 철도공사간 "전략적 협력 1520" 조약 체결
  - 2012년 11월 제3차 국제 철도 비즈니스포럼 "전략적 협력 1520: 중앙아시아" 간 공동경제구역 회원국이 참여하는 "통합운송물류회사" 설립 프로젝트안 제안
  - 2013년 6월 러시아, 카자흐스탄, 벨라루스 삼국 철도공사 사장단의 서명으로 "통합운송물류회사" 설립 안 체결(러시아: 블라디미르 야쿠닌 / 카자흐스탄: 아스카르 마민 / 벨라루스: 블라디미르 모로조프)
  - 2014년 11월 "통합운송물류회사" 설립

## 기본 현황
- 사장: 표트르 바실리예비치 바스카코프(러시아어: Петр Васильевич Баскаков / 영어: Petr Vasilievich Baskakov)
- 수석 부사장: 예르핫 세리코비치 이스칼리예프(러시아어: Ерхат Серикович Искалиев / 영어: Erhat Serikovich Iskaliev)
- 수석 부사장: 파벨 블라디미로비치 소콜로프(러시아어: Павел Владимирович Соколов / 영어: Pavel Vladimirovich Sokolov)
- 사업장
  - 본사: 러시아 모스크바
  - 유라시아 지역 내 약 600개 영업망(지사, 사무소, 대리점 등) 운영 및 65개 컨테이너 터미널 보유
  - 자회사: 트랜스컨테이너, FELB, RZD Logistics, Kaztransservice, Kedentransservice
- 하드웨어 역량
  - 70,000 ISO Containers(20'DV / 40'DV / 40'HQ / 40'PW)
  - 33,000 Flatcars

## 지배구조
- 러시아 철도공사(러시아어: ОАО Российские железные дороги): 74%
- 카자흐스탄 철도공사(러시아어: АО Казахстанские железные дороги / 카자흐스탄어: Қазақстан темір жолы): 21%
- 벨라루스 철도공사(러시아어: Белорусская железная дорога / 벨라루스어: Беларуская чыгунка): 5%